# Thermoleophilia
Thermoleophilia es una clase de bacterias, en general grampositivas, del filo Actinomycetota. Fue descrita en el año 2013. Aunque los miembros de este filo son grampositivos, algunos géneros de esta clase se tiñen como gramnegativos, siendo una excepción. Esto incluye a Gaiella, Miltoncostaea, Paraconexibacter y Thermoleophilum. Son bacterias aerobias, de movilidad variable y en general, mesófilas, aunque el orden Thermoleophilales son termófilas. Se han aislado principalmente de suelos. 

## Taxonomía
Actualmente contiene 4 órdenes. Todas las familias incluidas están formadas por un solo género:
- Orden Gaiellales, familia Gaiellaceae, género Gaiella.
- Orden Miltoncostaeales, familia Miltoncostaeaceae, género Miltoncostaea.
- Orden Solirubrobacterales
  - Familia Baekduiaceae, género Baekduia.
  - Familia Capillimicrobiaceae, género Capillimicrobium.
  - Familia Conexibacteraceae, género Conexibacter.
  - Familia Paraconexibacteraceae, género Paraconexibacter.
  - Familia Parviterribacteraceae, género Parviterribacter.
  - Familia Patulibacteraceae, género Patulibacter.
  - Familia Solirubrobacteraceae, género Solirubrobacter.
- Orden Thermoleophilales, familia Thermoleophilaceae, género Thermoleophilum.